# Turrillas
Turrillas – gmina w Hiszpanii, w prowincji Almería, w Andaluzji, o powierzchni 39,15 km². W 2011 roku gmina liczyła 234 mieszkańców.